# ما فعلته كيت
"ما فعلته كيت" (بالإنجليزية: What Kate Did) هي الحلقة الرابعة والثلاثون من مسلسل لوست. والحلقة التاسعة من الموسم الثاني. أخرج الحلقة بول إدواردز وكتبها كل من ستيفن مايدا وكريغ رايت. تم بث الحلقة لأول مرة في 30 نوفمبر 2005 على قناة ABC. الحلقة تتمحور حول شخصية كيت أوستن، حيث بدأت كيت تظن أنها أصبحت مجنونة بعد أن رأت حصانًا أسود على الجزيرة يشبه حصانًا رأته في حياتها السابقة، وسمعها لصوت والدها أثناء حديثها مع سوير. في هذه الأثناء، يُظهر إيكو للوك شيئًا مثيرًا للاهتمام.

## الملخص

### الفلاشباك
كيت أوستن البالغة من العمر 24 عاماً جالسة على الشرفة، وتلعب بولاعة السجائر، أثناء قدوم والدها (واين يانسن)، وهو مخمور. بينما تساعده كيت على النوم، يشتكي ويحاول التقدم نحوها. كيت تغادر المنزل.  وبينما كانت كيت تبتعد وهي تقود دراجة نارية، تفجر المنزل.
تتوجه إلى مطعم حيث تعمل والدتها، ديان يانسن. تواجه كيت ديان بشأن إصابة تسبب بها واين ثم تقدم لها بوليصة تأمين أصحاب المنازل، وتخبر ديان بأنها سيتم الاعتناء بها. على الرغم من المناشدات القلقة من والدتها لكي تشرح ما فعلته، غادرت كيت وهي تقاوم دموعها.
لاحقًا، بينما كانت كيت تحاول شراء تذكرة حافلة أو قطار إلى تالاهاسي، تم القبض عليها من قبل المارشال الأمريكي، إدوارد مارس. ويقول أن والدتها هي من سلمتها.
على طريق ريفي سريع خلال ليلة ممطرة، يقود مارس كيت وهي مكبلة اليدين إلى محاكمتها في ولاية أيوا. يسألها لماذا اختارت قتل واين الآن، على الرغم من عدم وجود سجل إجرامي سابق لها. فجأة، يمر حصان أسود أمام السيارة.  كيت تصرخ "انتبه!" وبعد إنحرافه لتجنب الاصطدام بالحيوان، تصطدم السيارة بعمود. مع فقدان وعي مارس للحظات بسبب انفتاح الوسادة الهوائية للسائق، تمسك كيت بمفاتيح الأصفاد وتحاول فتحهم، لكن المارشال يستفيق. بعد قتال قصير، كيت تركل مارس خارج السيارة. تقود السيارة المتضررة قليلاً إلى الوراء وتشعل المصابيح الأمامية وتبتعد. تظهر الأضواء الحصان الأسود واقفاً بجانب الطريق وينظر إليها بهدوء لبضع ثوان قبل أن يغادر في الظلام وهي مندهشة.  
تزور كيت مركز تجنيد تابع للجيش الأمريكي وتلتقي بالرقيب الأول الرائد سام أوستن، الرجل الذي تعتقد أنه والدها البيولوجي. أخبرت سام أنها اكتشفت مؤخرًا أنه بالحقيقة زوج والدتها وأن واين هو والدها البيولوجي.  يقول سام إنه كان يعرف الحقيقة طوال الوقت، لكنه أخفى الحقيقة عنها لأنه كان يعلم أن كيت ستقتل واين إذا اكتشفت ذلك. أخبر كيت أنه يجب عليه الابلاغ عنها للسلطات، لكنه يمنحها ساعة واحدة لتهرب. في خلفية محطة التجنيد، يتم تشغيل جهاز تلفزيون ويمكن رؤية لقطة اعتقال سعيد بالمطار بوضوح لمدة ثانيتين.

### على الجزيرة
في محطة سوان، جاك يعتني بسوير المريض. في هذه الأثناء، تقوم كيت بجمع الفاكهة في الغابة. لكنها صُدمت برؤية حصان أسود يقف بين الشجيرات. عادت إلى الفتحة لتهتم بسوير وبالكمبيوتر حتى يتمكن جاك من حضور جنازة شانون. في الجنازة، يحاول سعيد أن يقول بضع كلمات، لكنه لا يستطيع إلا أن يعلن أنه يحبها ويبتعد. بالعودة إلى الفتحة، كيت تخبر سوير وهو فاقد للوعي أنها رأت حصاناً في الخارج. فجأة يمسكها سوير من رقبتها ويقول: "لقد قتلتيني، لماذا قتلتيني؟" عاد جاك ولوك لاحقاً إلى الفتحة ليجدوا صوت الإنذار مدوياً، وسوير واقع على الأرض، وكيت ليست في الأنحاء. مع بقاء 23 ثانية فقط، يدخل لوك على عجل وتوتر الرمز، ويعيد ضبط مؤقت الساعة إلى 108 دقيقة.
يستخدم لوك قواطع البراغي ليزيل أخيراً الأصفاد التي كان جين يرتديها في يده اليمنى منذ مهاجمته مايكل قبل أسابيع. يسأل مايكل لوك عن الباب المضاد للتفجير الموجود في السقف، أخبره لوك بأنه لم يلاحظه من قبل. يلحق جاك بكيت ويوبخها لمغادرة محطة سوان. في المواجهة التي تلت ذلك، قبَّلت كيت جاك بشكل فجائي، لكنها هربت على الفور.
يعرض لوك فيلم "التوجيه" الخاص بمبادرة دارما في محطة سوان لمايكل وإيكو ثم يوضح لهم أنه قام بإعداد مناوبات لشخصين كل ست ساعات لإدخال الرمز. يرى سعيد كيت جالسة عند قبر شانون. وتعتذر له عن تفويت مراسم الجنازة وتعترف بأنها تعتقد أنها أصبحت مجنونة، فيجيب سعيد أنه رأى والت في الغابة قبل إطلاق النار على شانون ويسأل عما إذا كان هذا يجعله مجنوناً أيضاً.
في محطة سوان، يوضح لوك لمايكل أن لوحة مفاتيح الكمبيوتر تعمل فقط عندما يصدر المنبه صوتاً، أي قبل ثلاث دقائق من انتهاء ال108 دقيقة. يطلب مايكل فحص معدات الكمبيوتر ويوافق لوك. لاحقًا، يدعو إيكو لوك جانباً، وبعد أن يروي له قصة يوشيا والكتاب الذي تم العثور عليه أثناء حكم يوشيا، يكشف عن كتاب مقدس مجوف حيث يحتوي بداخله على بكرة صغيرة من فيلم، والذي عثر عليه الناجون من الجزء الخلفي في محطة السهم لدارما. يفتح لوك جزءاً من البكرة ويتعرف على الدكتور مارفن كاندل.
تعود كيت إلى محطة سوان وتريح صن التي كانت تعتني بسوير. كيت تسأل سوير إذا كان يستطيع سماعها، قائلة أولاً "سوير؟"  ثم "واين؟"  سوير يتحرك ويتمتم بصوت غير مسموع. تعتقد كيت أن شبح واين قد استحوذ على جسد سوير، اعترفت بصوت عالٍ بأنها قتلته بعد أن اكتشفت أنه والدها البيولوجي. لأنه كان من الصعب عليها أن تتحمل معرفة أن الرجل الذي دائماً ما كرهته سيكون دائماً "جزءاً منها". علاوة على ذلك، كلما كانت لديها مشاعر تجاه سوير لم تستطع إلا أن تتذكر واين. بعد اعتراف كيت، يستيقظ سوير كشخصه الطبيعي، ويكشف لها أنه سمع المحادثة بأكملها. كيت محرجة لكن ترتاح. تُعرّف كيت سوير حول الفتحة قبل أن تأخذه إلى الخارج. وبينما كان الاثنان يتحدثان، ظهر الحصان الأسود مرة أخرى. يكشف سوير أنه يستطيع رؤية الحصان أيضاً. تقترب كيت وتداعبه، وبعد لحظة يعود الحصان إلى الغابة.
يكتشف لوك أن الفيلم الموجود في الكتاب المقدس تم قطعه من الفيلم التوجيهي الأصلي لـ سوان؛ قام إيكو ولوك بدمج الفيلم مرة أخرى في بكرة الفيلم الرئيسية. يتعجب لوك من احتمالية عثورهم على القطعة المفقودة وجمع القطع معاً، لكن إيكو ينصحه "بألا يخلط بين الصدفة والقدر". يشاهدون الجزء المفقود من الفيلم، حيث يكثف الدكتور كاندل في تحذيره من أن استخدام الكمبيوتر فقط لإدخال الرمز. ويوضح أن العزلة في محطة سوان قد تغري المرء لاستخدام الكمبيوتر للتواصل مع العالم الخارجي، فإن مثل هذا الإجراء قد يؤدي إلى "حادثة" آخرى.
في الوقت نفسه، بينما كان مايكل يفحص معدات جهاز الكمبيوتر، سمع صوت تنبيه غريب من الكمبيوتر وذهب ليتفقده. لاحظ أنه لا يزال هناك 51 دقيقة متبقية على المؤقت والنص "مرحباً؟" يظهر على الشاشة. على عكس محاولة لوك السابقة، يستطيع مايكل إدخال نص ويجيب "مرحباً؟" وبعد لحظة، تظهر كتابة "من أنت؟"  ويجيب مايكل: "أنا مايكل، من أنت؟"  بعد بضع ثواني، يندهش مايكل عندما تظهر "أبي؟" على الشاشة.

## تطورات
يعلق هيرلي بأنه لم يتوقع أن يكون زوج روز أبيض البشرة، قبل أن يغير جاك الموضوع بسرعة.  شعر المنتجون أنه من المهم الإشارة إلى كونهما زوجين من عرقين مختلفين، وأن هيرلي سيقول ما سيفكر به الجمهور. اتفقت كالدويل معهم واعتقدت أنه سيكون من الغريب عدم ذكر هذه القضية.  كان أندرسون أيضًا سعيدًا لأن هيرلي ذكر هذه القضية، وأعجبه أن جاك لم يعيرها أي اهتمام.

## عنوان الحلقة
يشير عنوان الحلقة إلى كتاب لـ سارا تشاونسي ولسي صدر عام 1872 بإسم ما فعلته كاتي بالإنجليزية: (What Katy Did). يحكي الكتاب قصة كاتي كار من الغرب الأوسط الأمريكي والتي تعيش حياة تشبه حياة كيت عندما كانت صغيرة. كاتي هي فتاة مسترجلة من ولاية أوهايو تقع دائماً في المشاكل والمشاجرات، ولكنها تتمنى دائماً أن تكون جميلة ومحبوبة. يحصل لها حادث يجعلها معاقة، لكن تعافيها بعد ذلك يعلمها في النهاية أن تكون جيدة ولطيفة كما أرادت دائماً.

## الإستقبال
اكتسبت الحلقة 21.54 مليون مشاهد أمريكي في أول بث لها.

## روابط خارجية
- "ما فعلته كيت" على قناة ABC
- «ما فعلته كيت» على قاعدة بيانات الأفلام على الإنترنت